# Torshälla huvud
Torshälla huvud is een plaats in de gemeente Eskilstuna in het landschap Södermanland en de provincie Södermanlands län in Zweden. De plaats heeft 317 inwoners (2005) en een oppervlakte van 52 hectare. De plaats ligt op een schiereiland gelegen in het Mälarmeer. Ten noorden, oosten en westen van de plaats ligt dit meer, ten zuiden van de plaats ligt wat landbouwgrond en bos. De bebouwing in de plaats bestaat zo goed als geheel uit vrijstaande huizen en de stad Eskilstuna ligt ongeveer vijf kilometer ten zuiden van de plaats.